# Hideki Nagai
Hideki Nagai (jap. 永井 秀樹 Nagai Hideki; ur. 26 stycznia 1971) – japoński piłkarz występujący na pozycji pomocnika.

## Kariera klubowa
Od 1992 do 2016 roku występował w klubach Tokyo Verdy, Fukuoka Blux, Shimizu S-Pulse, Yokohama Flügels, Yokohama F. Marinos, Oita Trinita i FC Ryukyu.